# Fugaku (supercomputador)

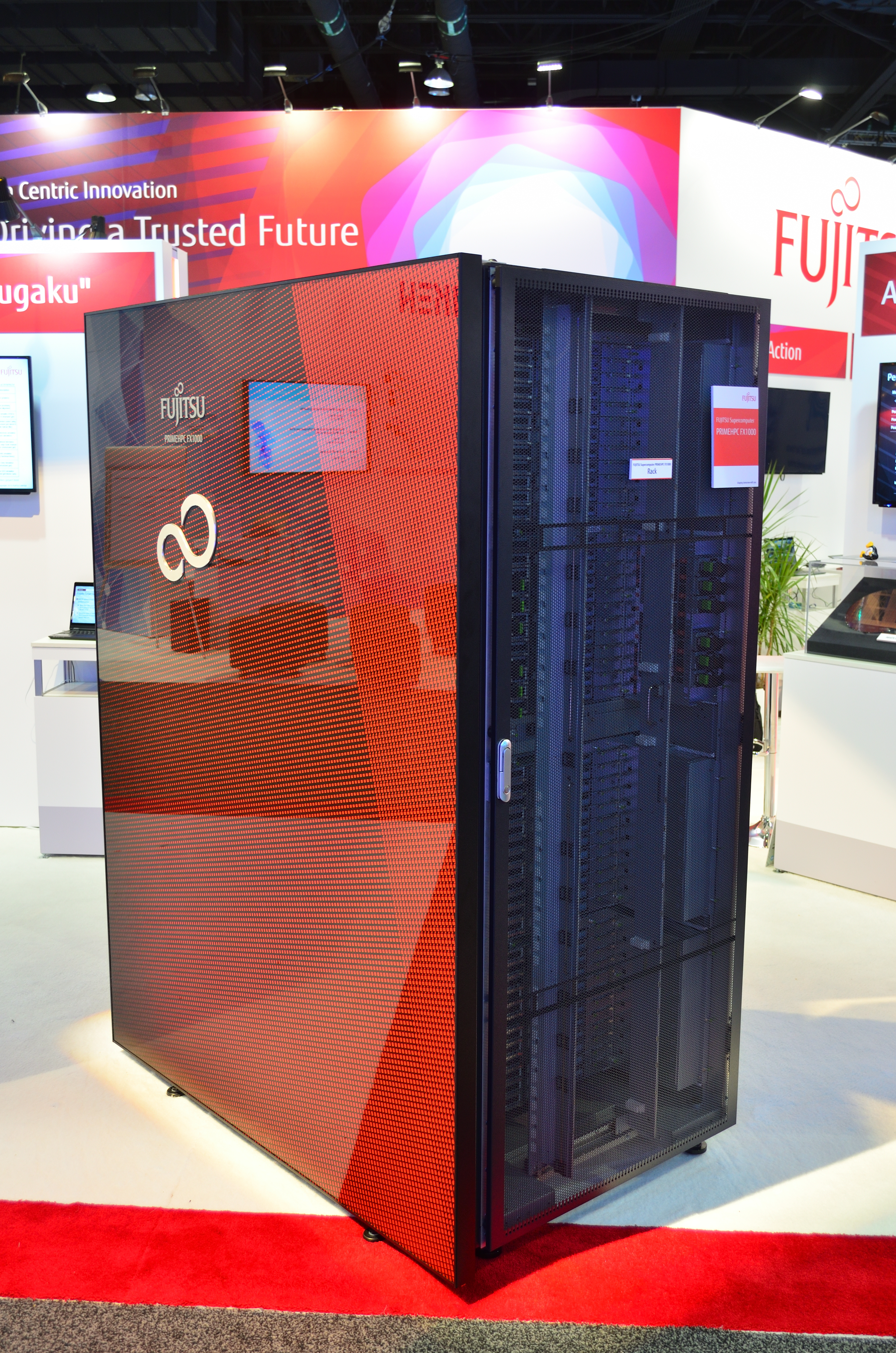
PRIMEHPC FX1000 (Fugaku node) at SC19

Fugaku  es una supercomputadora petaescala desarrollada por Fujitsu para el Centro de Ciencias de la Computación RIKEN en Kobe, Japón. Comenzó a desarrollarse en 2014 como sucesora de la computadora K y está programado para comenzar a operar en 2021, aunque algunas partes de la computadora se pusieron en funcionamiento en junio de 2020. Es la segunda supercomputadora más rápida del mundo en la lista  TOP500.

## Hardware
La supercomputadora está construida con el microprocesador Fujitsu A64FX. Esta CPU se basa en la arquitectura ARM versión 8.2A y adopta las extensiones vectoriales escalables para supercomputadoras. Fugaku pretendía ser unas 100 veces más potente que la computadora K (es decir, un objetivo de rendimiento de 1 exaFLOPS ) y tener un alto nivel de practicabilidad en el mundo.  Fugaku usa 158 976 CPU A64FX unidas usando la interconexión de fusión de toro patentada de Fujitsu.
El rendimiento final informado de Fugaku es un Rpico de 0.54 exaFLOPS en el FP64 utilizado por el TOP500.

## Software
Fugaku utilizará un «sistema operativo ligero multi-núcleos» llamado IHK/McKernel. El sistema operativo utiliza tanto Linux y el núcleo ligero McKernel funcionando simultáneamente, lado a lado. La infraestructura en la que se ejecutan ambos núcleos se denomina Interfaz para núcleos heterogéneos (Interface for Heterogeneous Kernels, IHK). Las simulaciones de alto rendimiento se ejecutan en McKernel, con Linux disponible para todos los demás servicios compatibles con POSIX.

## Historia
El 23 de mayo de 2019, RIKEN anunció que la supercomputadora se llamaría Fugaku (富岳?), bautizada según un nombre alternativo del monte Fuji. En agosto de 2019, se dio a conocer el logotipo de Fugaku; representa al monte Fuji, que simboliza el «alto rendimiento de Fugaku» y «la amplia gama de usuarios». En noviembre de 2019, el prototipo de Fugaku ganó el primer lugar en la lista Green500. El envío de los racks de equipos a las instalaciones de RIKEN comenzó el 2 de diciembre de 2019, y se completó el 13 de mayo de 2020. En junio de 2020, Fugaku se convirtió en la supercomputadora más rápida del mundo en la lista TOP500 , desplazando al IBM Summit.

## Costo
En 2018, Nikkei informó que el programa costaría 130.000 millones de yenes (unos 1000 millones de dólares estadounidenses)
. El costo del programa ha causado una controversia significativa: en junio de 2020 el New York Times informó de críticas sobre el gasto, y que habría supercomputadoras similares a exaescala en un futuro cercano que costarían menos y superarían el rendimiento de Fugaku.

## Comparación
| Nombre            | Año de inicio | Año final | Rendimiento （PFLOPS) | Costo （Millones de USD） | Clasificación TOP500                         | Proveedor de CPU/GPU | CPU            | OS                                   |
| ----------------- | ------------- | --------- | --------------------- | ------------------------- | -------------------------------------------- | -------------------- | -------------- | ------------------------------------ |
| Fugaku            | 2020          | -         | 415                   | 1213                      | June 2020 1st                                | Fujitsu              | A64FX          | Kernel personalizado basado en Linux |
| Summit            | 2018          | -         | 148                   | 300                       | June 2018 to November 2019 1st               | IBM, NVIDIA          | POWER9, Tesla  | Linux (RedHat)                       |
| Sierra            | 2018          | -         | 94                    | 300                       | 2.º de noviembre de 2018 a noviembre de 2019 | IBM, NVIDIA          | POWER9, Tesla  | Linux (RedHat)                       |
| Sunway TaihuLight | 2016          | -         | 93                    | 280                       | 1.º de junio de 2016 a noviembre de 2017     | NRCPC                | Sunway SW26010 | Linux (Raise)                        |
| Computadora K     | 2011          | 2019      | 10                    | 1045                      | 1.º de junio de 2011 a noviembre de 2011     | Fujitsu              | SPARC64 VIIIfx | Linux                                |